# Joseph Habersham
Joseph Habersham (ur. 28 lipca 1751 w Savannah, zm. 17 listopada 1815 tamże) – polityk i przedsiębiorca amerykański.
W 1785 roku był delegatem stanu Georgia do Kongresu Kontynentalnego. W latach 1792–1793 był burmistrzem rodzinnego miasta Savannah w Georgii. Następnie w latach 1795–1801 pełnił funkcję poczmistrza generalnego Stanów Zjednoczonych kolejno w gabinetach prezydentów George’a Washingtona, Johna Adamsa i Thomasa Jeffersona.